# Andrena lapponica

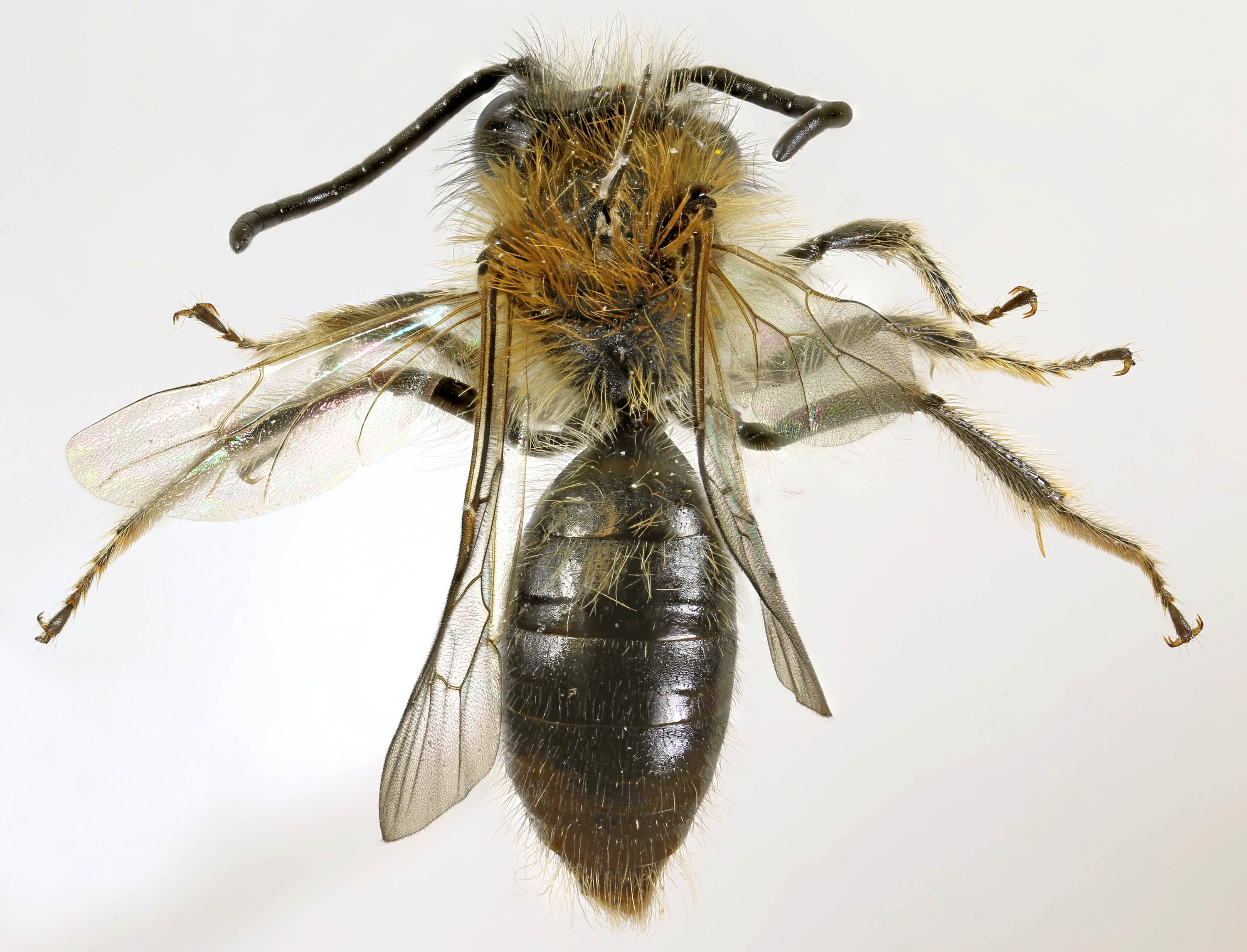

Andrena lapponica là một loài ong trong họ Andrenidae. Loài này được Zetterstedt miêu tả khoa học đầu tiên năm 1838.